# Neskútxnoie
Neskútxnoie (en rus: Нескучное) és un poble de l'óblast de Saràtov, a Rússia, segons el cens del 2010 tenia 22 habitants. Pertany al districte municipal d'Arkadak.